# 10138 Ohtanihiroshi
10138 Ohtanihiroshi è un asteroide della fascia principale. Scoperto nel 1993, presenta un'orbita caratterizzata da un semiasse maggiore pari a 2,5793184 UA e da un'eccentricità di 0,1478962, inclinata di 4,02594° rispetto all'eclittica.
L'asteroide è dedicato all'astronomo giapponese Hiroshi Ohtani.